# Samuel Woronicz

Herb Woroniczów

Samuel Woronicz herbu Pawęża – podczaszy kijowski w latach 1649–1651 (nadanie urzędu po Krzysztofie Tyszkiewiczu dnia 11 marca 1649), cześnik czernihowski w latach 1647–1649, dworzanin królewski, rotmistrz królewski. Rotmistrz taboru kozackiego. Zabity w bitwie z Kozakami pod Białą Cerkwią w 1651 roku.  
Posłował do Czechryna do Bohdana Chmielnickiego. Husarz („pan [Samuel] Woronicz, który dobrze stawał i z łuku Tatarzyna postrzelił”pod Zborowem (husarze zazwyczaj łuków nie używali) wg Rejestru Pocztów Husarskiej Chorągwi Nadwornej (dworzańskiej) Jana Kazimierza.
Żonaty prawdopodobnie z Marianną ks. Woroniecką.
Był wyznawcą prawosławia.